# Влашка планина
Влашка планина се налази у југоисточној Србији, недалеко од Пирота и пружа се правцем северозапад-југоисток у дужини од 6 km. Припада Балканским планинама, по структури је кречњачка, а њен највиши врх Врти бог (1443 m) је смештен у њеном северозападном делу. Сам врх формирају два заравњена врха (Врти бог и Паница) спојена благим превојем, приближно истих висина (врх Паница је нижи за 1 метар). На њеним југоисточним обронцима, смештена је Звоначка Бања, а недалеко је и атрактивни кањон реке Јерме који формирају оштри стењаци Влашке и Гребен планине. Од вегетације на њој преовлађују ливаде са ретким шумама (махом ниског и закржљалог граба и храста), осим у северозападном делу у коме се јавља јака букова шума.
Планина је назив добила по селу Власи, које је назив добило по множини речи влах која може означавати сточара, али и етничку заједницу романских староседелаца на Балканском полуострву.
Недалеко од села се налази пећина Ветрена дупка, дугачка око 4km, од чега је око 2km доступно посетиоцима. Најзанимљивија пећинска дворана се налази у њеном средишњем делу, а сама пећина је повезана са понором дубоким 160 m.

## Галерија
- Камен на врху планине "Паница"